# بحيرة نيوكومب
مساحة بحيرة نيوكومب تبلغ 446 فدان (180 هيكتر) بحيرة طبيعية في منتزه أديرونداك في مدينة نيوكومب، نيويورك؛ إنه موقع معسكر ادريونداك الكبير التاريخي، معسكر سانتنوني. يمكن الوصول إليه عبر مسار طوله خمسة أميال سيرًا على الأقدام من طريق ولاية نيويورك 28N. هناك ستة مواقع للمخيمات واثنين من ليونتس تحتفظ بها الدولة.